# Barú de Pérez Zeledón
Barú es un distrito del cantón de Pérez Zeledón, en la provincia de San José, de Costa Rica.

## Historia
Barú fue creado el 3 de noviembre de 1983 por medio de Acuerdo Ejecutivo 232. Segregado de San Isidro de El General.

## Geografía
Barú cuenta con un área de 189,66 km² y una altitud media de 430 m s. n. m.

## Demografía
Para el año 2022, Barú cuenta con una población estimada de 2897 habitantes, y para el último censo efectuado, en 2011, Barú contaba con una población de 2393 habitantes.

## Localidades
- Cabecera: Platanillo
- Poblados: Alfombra, Alto Perla, Bajos, Bajos de Zapotal, Barú, Barucito, Cacao, Camarones, Cañablanca, Ceiba, Chontales, Farallas, Florida, San Juan de Dios (Guabo), Líbano, Magnolia, Pozos, Reina, San Marcos, San Salvador, Santa Juana, Santo Cristo, Tinamaste (San Cristóbal), Torito, Tres Piedras (parte), Tumbas, Villabonita Vista Mar.

## Transporte

### Carreteras
Al distrito lo atraviesan las siguientes rutas nacionales de carretera:
- Ruta nacional 243